# Minihy du Léon
Le Minihy Léon, improprement appelé parfois Minihy de Léon ou Minihy du Léon, est une ancienne paroisse du Léon qui a regroupé de 1687 à 1790 l'actuelle commune de Saint-Pol-de-Léon et les ex trèves de Roscoff et Santec. Il succédait à une juridiction administrée par le seul chapitre cathédral du diocèse de Léon, le minihy dit de Paul.

## Histoire

### Origine au haut Moyen Âge
L'hagiographie de Paul Aurélien rapporte que celui-ci, aristocrate formé au Collège Théodose (en) par Ildut, un disciple de Germain d'Auxerre, et missionné en territoire acquis au pélagianisme par l'évêché de Guicastel, aurait reçu de son cousin Gwithur, gouverneur de la place, un terrain à Batz, qui n'était peut être pas encore, au VIe siècle, une île, pour fonder son monastère. Celui-ci est rapidement transféré à l'entrée septentrionale d'une ancienne station militaire du Tractus armoricanus voisine, dont il n'a été retrouvé, en l'absence de fouilles, des témoignages archéologiques qu'à Roscoff et qui est aujourd'hui le Kreisker. C'est une partie du territoire de la bagaude de Plougoulm où le légendaire Conan Meriadec est réputé avoir son château puis sa tombe. Un chanoine, soucieux de corroborer la vita de Saint Gouesnou, a en effet prétendu déchiffrer sur un sarcophage de pierre toujours exposé en la cathédrale de Léon l'inscription « HIC IACET CONANUS BRITONUM REX ».
Le minihy de Paul était le territoire dépendant du monastère dit « Château de Paul », en breton Castel Paul, orthographié au XXe siècle Kastell Paol. Son essence était d'échapper à la juridiction des comtes de Léon. Il y eut en Léon de nombreux minihy, qui sont à l'origine des Langouesnou, Landerneau, Landivisiau, Lanhouarneau...

### L'asile monastique au Moyen Âge central
Le minihy formait une unité administrative et religieuse composées de sept vicariats, c'est-à-dire que le service religieux était assuré dans chacune des sept églises mais les offices paroissiaux importants, prônes et Pâques, se faisait à la cathédrale du Léon. Seuls Roscoff et Santec, qui étaient des trèves de deux vicariats différents, pouvaient célébrer les baptêmes des enfants nés sur leurs territoires, ayant par dérogation, pour des raisons de distance et de population, leurs propres fonts baptismaux. La trève de Roscoff avait aussi son cimetière, ainsi que le vicariat de Trégondern. La trève de Santec s'étendait de l'île de Hiec à Kerradenec.
Chaque vicariat était habituellement désigné par l'autel qui, dans la cathédrale de Léon, était réservé à ses paroissiens. 
- Creisker, littéralement Centre ville, dit Crucifix de la ville ou Crucifix devant le trésor, partie méridionale de la ville entre la rue Saint Yves et la rue Verderel au nord, l'actuelle avenue des Carmes au sud.
- Saint Jean de la ville, partie de la ville au nord du précédent.
- Cahel, dit Notre Dame devant le chœur, faubourg à l'ouest de la rue au Lin et de la rue aux Os, Kersaodi inclus.
- Bloscon, dit Toussaint, territoire au nord de la ville et à l'est de l'axe principal, actuelle D769, soit la plus grande partie de l'actuel Roscoff.
- Roscogoz, littéralement le vieux Roscoff, dit Saint Pierre, territoire au nord de la ville, Kermenguy inclus, et à l'ouest de l'axe principal, seconde moitié de l'actuel Roscoff, et Santec.
- Commune, dit Crucifix des champs ou Crucifix devant le Chœur, la campagne à l'est de l'axe nord sud, y compris Kerellec qui est aujourd'hui rattaché à Santec.
- Trégondern, dit Saint Jean l'Évangéliste, autour du port de Pempoul et la campagne qui l'environne à l'est de l'axe nord-sud, actuelles rue de Plouénan (D75) et rue de Roscoff (D769).

Des sept autels, cinq étaient disposés autour du choeur, ceux du Crucifix devant la trésor, siège du Creisker, et de Saint Jean de la ville, siège de la cathédrale de Léon, avaient une place privilégiée, à l'entrée du chœur.
Aux côtés de l’Évêque de Léon qui détenait la juridiction spirituelle, le Comte du Léon exerçait la juridiction temporelle. Dans le minihy, en vertu du droit d'asile propre à celui-ci, il ne pouvait le faire que par délégation expresse de l'évêque. En dehors du minihy, le comte exerçait le droit féodal de motte. C'est pourquoi ses fourches patibulaires se trouvaient à l'extérieur du minihy, au château de Penhoat, en Penzé. Les habitants non nobles, appelés serfs de motte, ne pouvaient quitter la terre du seigneur. S’ils le faisaient celui-ci ou ses officiers pouvaient les saisir, leur mettre la corde au cou, les ramener à leur motte ou leur infliger une peine corporelle ou pécuniaire.

### La cité épiscopale et marchande du bas Moyen Âge et de la Renaissance
En 1276, le titre de comte est transféré à l'évêque, désormais intronisé simultanément par le chapitre cathédral et les vassaux du Léon avec le titre de Comte-Évêque.
L'histoire démographique du territoire à cette époque est celle de l'enlisement du port de Pempoul, qui est au plus près du centre ville, sur le rivage oriental, et du développement du port de Roscoff, qui a l'avantage, quoique éloigné du centre ville, d'être, sur le rivage septentrional, en eau libre.
Avec le développement du commerce hanséatique des créées, se met en place au XIVe siècle autour d'un sénéchal, qui sera appelé maire à partir du XVIIe siècle, un corps de ville et une administration bourgeoise, qui siège au Kreisker. Jusqu'en 1648 et l'instauration de vingt députés, tout habitant avait droit de participer à ces assemblées mais il ne pouvait prendre place que dans sa classe sociale, clergé, noblesse ou Tiers.

### Le déclin à l'Époque moderne
En 1687, les sept vicariats sont constitués en une paroisse unique dénommée Minihy Léon.

#### Pauvreté et récolte dugoémonen 1774
H. M. Grall, recteur de la paroisse de Minihy Léon, dans une lettre écrite en 1774 adressée à l'évêque de Léon Jean-François de la Marche en réponse à son enquête sur la mendicité écrit :

« Il y a dans ma paroisse du Minihy environ 200 mendiants et autant qui ne mendient pas, mais qui méritent l'aumône. Les Mrs recteurs de Roscoff et de Santec vous instruiront des 50 mendiants de leurs trèves. Nous avons environ 50 habitants aisés. (...) La cherté du blé et surtout du bois pour le chauffage contribuent très fort à leur misère et mendicité. »

À propos de la récolte du goémon, le même recteur écrit (l'orthographe de l'époque a été respectée) :

« Il est très constant que si l'on ne permet pas la coupe du gouémon dans d'autres mois que janvier et février, la coupe en deviendra impraticable. Le mois le plus propre est le mois de may et l'usage en est une preuve. Si on ne permet pas de vendre du gouémon à nos voisins, il est hors de doute que la mendicité régnera considérablement dans ma paroisse au lieu d'y diminuer ; d'ailleurs, tout le monde y trouve son bien : nos voisins se plaignent de manquer d'engrais faute de gouémon. Le blé deviendra plus rare et par conséquent plus cher. »

### Abolition du Minihy Léon
Par le décret du 14 décembre 1789, Roscoff obtint le droit de créer une commune distincte, ce que ses habitants réclamaient depuis longtemps. Les habitants de Santec demandèrent leur indépendance communale le 31 mai 1835, mais n'obtinrent la création d'une commune distincte de celle de Saint-Pol-de-Léon que par la loi du 4 août 1920.

### Sources
1. ↑  Wormonoc, Vita Sancti Pauli, 886.
2. ↑  N. Garnier, « Vestiges archéologiques, que reste-t-il ? », in Bulletin bimestriel d'information de la municipalité, n° 5, p. 2, Mairie, Saint-Pol-de-Léon, avril 2003.
3. ↑  An., « Le mystère du roi Conan Mériadec », in Le Télégramme, Morlaix, 26 juin 2015  (ISSN 2102-6785).
4. ↑  A. de La Borderie, « L'Historia britannica avant Geoffroi de Monmouth et la Vie inédite de saint Goëznou », in Bulletin de la Société archéologique du Finistère, t. IX, p. 228, 1882.
5. 1 2  « Saint Pol », Diocèse de Quimper et Léon, Quimper, [s.d.]
6. ↑  « La vie quotidienne à Roscoff - Histoire - Minihy du Léon - St Pol - Roscoff - Santec », sur roscoff-quotidien.eu (consulté le 22 octobre 2021).
7. ↑  Antoine Favé, Les faucheurs de la mer en Léon (récolte du goémon aux XVIIe et XVIIIe siècles), "Bulletin de la Société archéologique du Finistère", 1906, consultable https://gallica.bnf.fr/ark:/12148/bpt6k2076777/f188.image - p. 132
8. ↑  Antoine Favé, Les faucheurs de la mer en Léon (récolte du goémon aux XVIIe et XVIIIe siècles), "Bulletin de la Société archéologique du Finistère", 1906, consultable https://gallica.bnf.fr/ark:/12148/bpt6k2076777/f189.image - p. 133